# Orã
Orã (português brasileiro) ou Orão (português europeu) (em árabe: وهران‎; romaniz.: Wahran; em francês: Oran) é uma cidade no litoral mediterrâneo da Argélia. Com uma população de cerca de um milhão de habitantes e uma área metropolitana de cerca de dois milhões de pessoas, Orã é a segunda maior cidade do país e a capital da província homônima. Possui um porto importante e, desde os anos 1960, é um centro comercial, industrial e educacional do oeste da Argélia.

## Etimologia
Seu nome advém do termo berbere Wahran, plural de Wahra ("leão"). Foi recebido pela língua portuguesa no século XVI, inicialmente com a forma "Ouram", antes de adotar a grafia atual.

## Breve enquadramento histórico
No passado, Orão/Orã era a mais ocidental dentre as grandes cidades do Império Otomano. Durante o governo francês da Argélia, foi uma prefeitura do departamento francês de Orão/Orã.
A cidade foi assolada pela peste bubónica em 1947, facto que inspirou o romance "A peste" do romancista francês Albert Camus, o que em parte lhe valeu o Prêmio Nobel de literatura, 10 anos depois, em 1957, sendo que ali viveu parte de sua vida.
| 1831    | 1876    | 1886    | 1896    | 1906    | 1911    | 1921    | 1926    | 1931    | 1936    | 1948    | 1953    | 1954     |
| ------- | ------- | ------- | ------- | ------- | ------- | ------- | ------- | ------- | ------- | ------- | ------- | -------- |
| 18 000  | 45 640  | 63 929  | 80 981  | 101 009 | 118 023 | 138 212 | 145 183 | 187 981 | 217 819 | 352 721 | 415 299 | 299 008. |
| 1955    | 1960    | 1966    | 1970    | 1975    | 1980    | 1985    | 1990    | 1995    | 2000    | 2005    | 2010    |          |
| 286 000 | 305 000 | 326 706 | 385 000 | 466 000 | 537 000 | 604 000 | 647 000 | 675 000 | 706 000 | 765 000 | 852 000 |          |

## Cultura
Raï (em árabe: راي; "opinião") é um gênero de música popular folclórica originado em Orã, nesta região noroeste da Argélia, também presente na região Oriental de Marrocos.
Dois dos mais conhecidos artistas de raï são Rachid Taha e Cheb Khaled.
Oranais é um bolo tradicional da província, preparado com alperce.